# Schloss Wildhaus

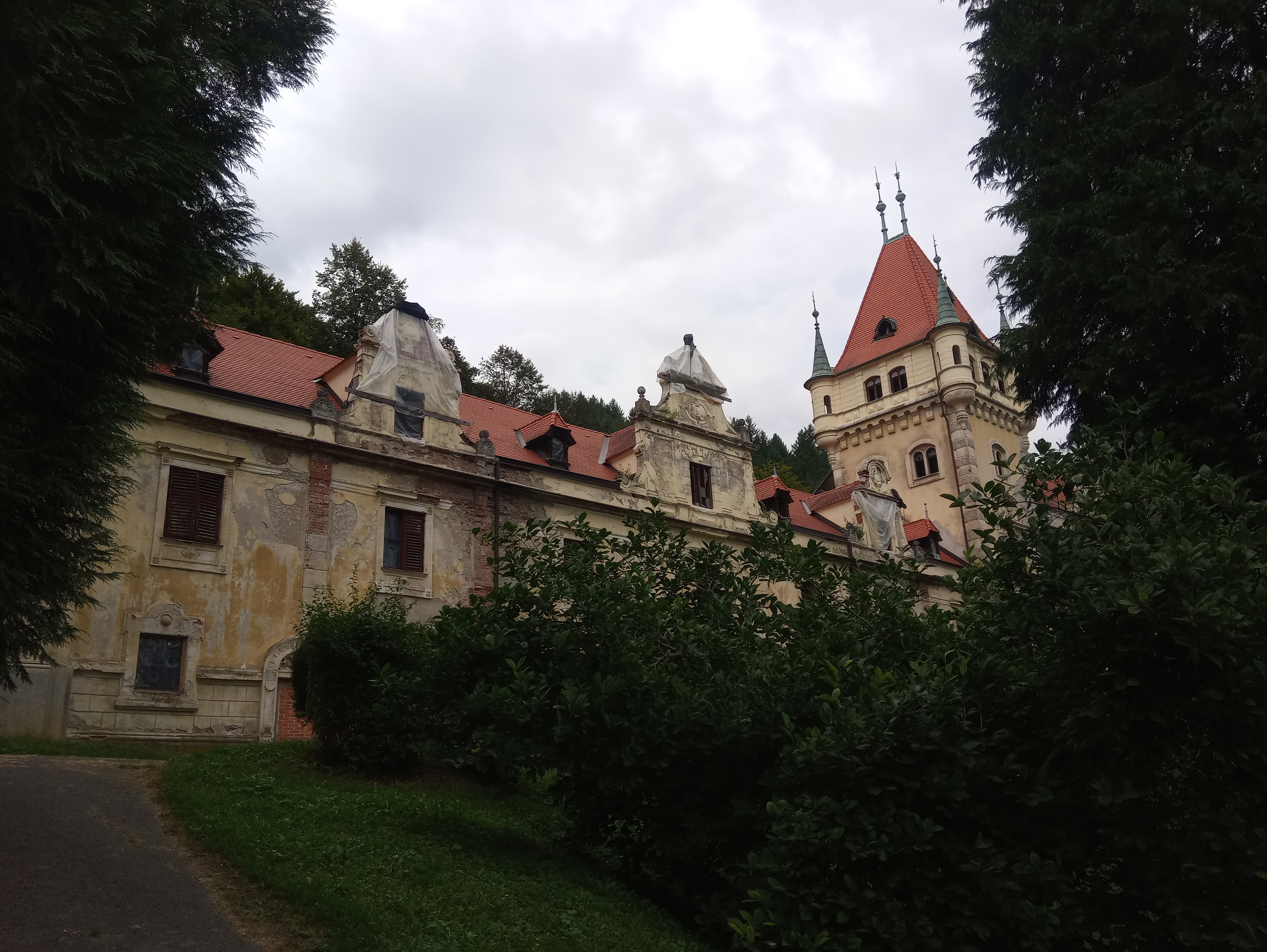
Foto aus dem Jahr 2023

Das Schloss Wildhaus (slowenisch: Viltuški grad, Grad Viltuš oder Dvorec Viltuš) ist ein Schloss in der Gemeinde Selnica ob Dravi (deutsch: Zellnitz an der Drau) in Slowenien. Es wurde 1588 erstmals urkundlich erwähnt. Das heutige Erscheinungsbild geht auf einen Umbau ab dem Jahr 1902 zurück.

## Geschichte

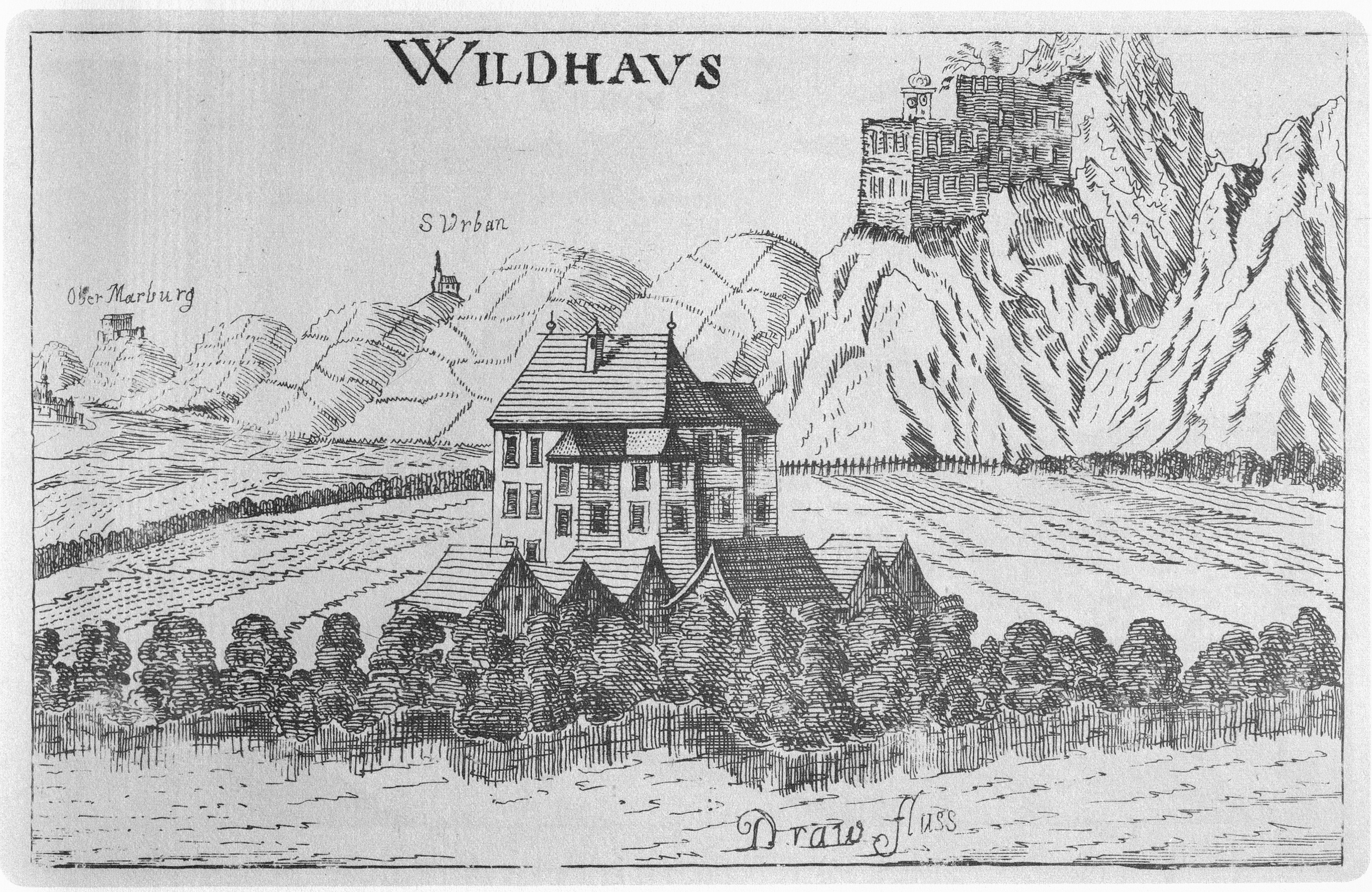
Kupferstich von 1681 von Georg Matthäus Vischer, im Hintergrund die alte Burg

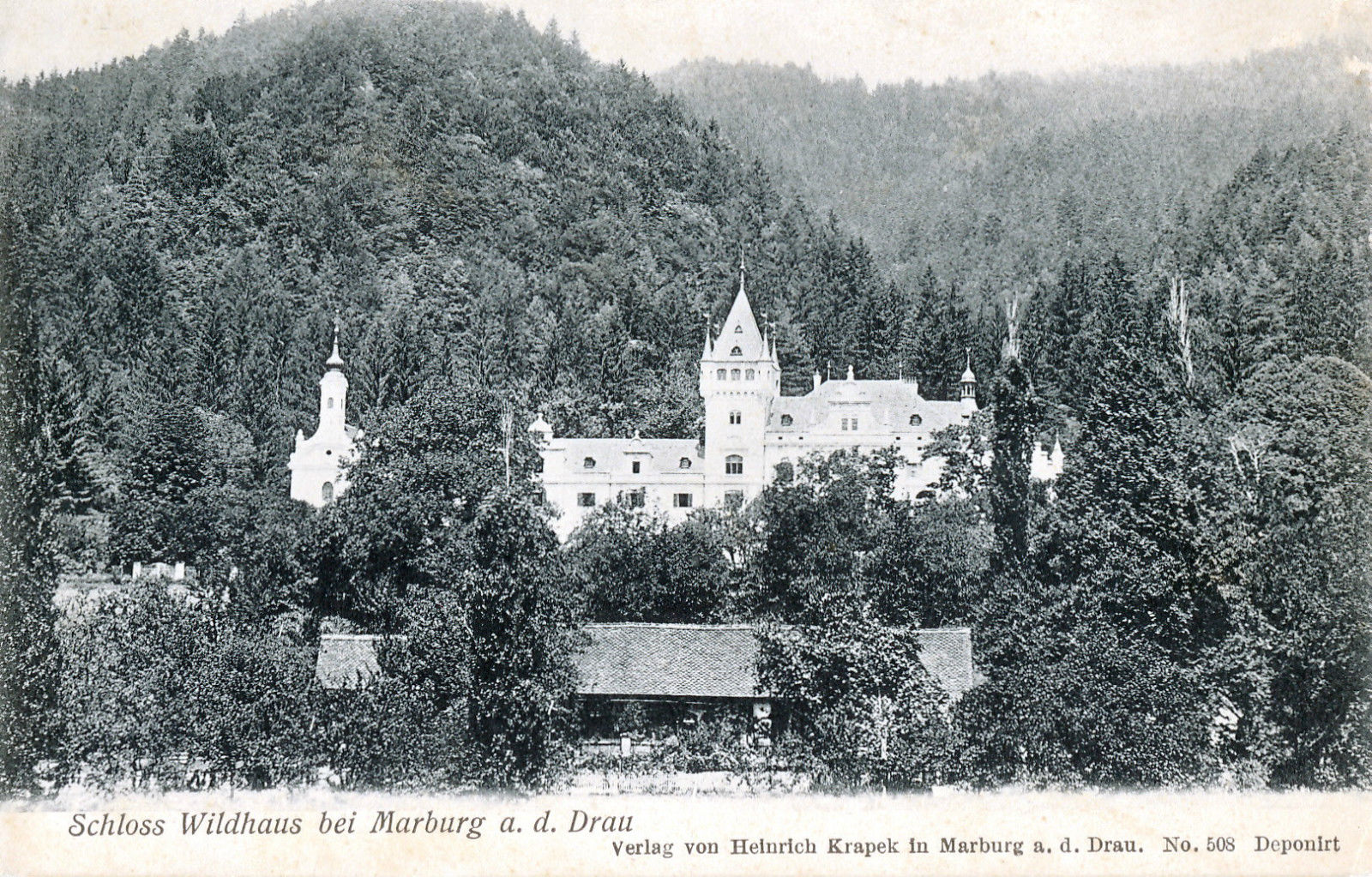
Postkarte von 1905

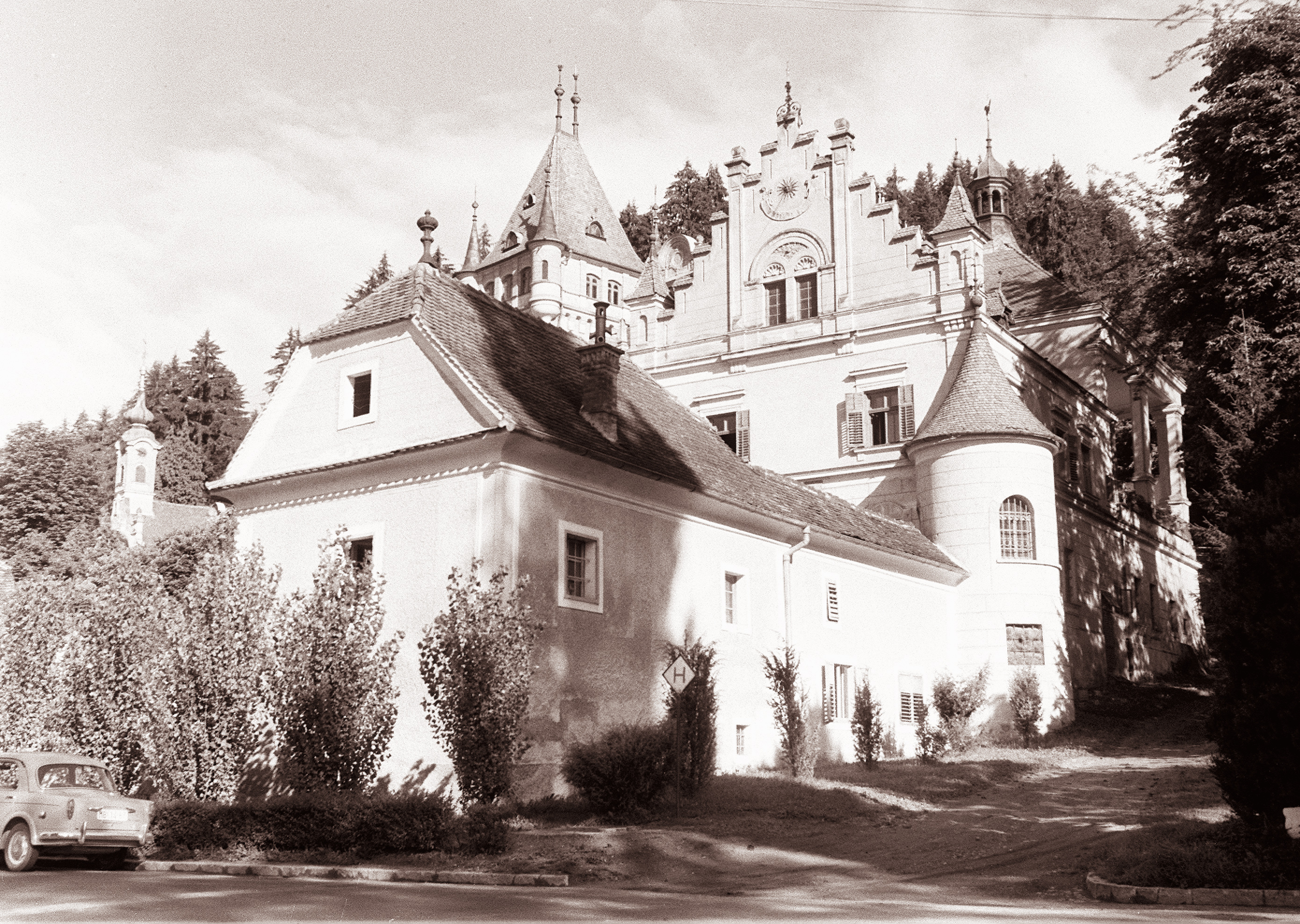
Foto aus dem Jahr 1961

Das Gebäude ist der Nachfolger der alten Burg – heute eine Ruine. Diese befindet sich etwa 15 Gehminuten entfernt auf dem nördlich umgebenden Hügel und war im Besitz der Herren von Wildhaus, deren Geschlecht 1471 ausstarb.
Im 16. Jahrhundert wurde im Tal das Schloss Wildhaus errichtet. Erstmalige Erwähnung fand es 1588 durch den Kauf des Adelsgeschlechts Herberstein. Um 1750 kam unter Anton Graf von Rabatta der westliche Kapellenanbau mit angedeutetem Zwiebelturm. 1805 wurde hier Franz Xaver Weninger geboren. Eduard von Lannoy war Besitzer, als er 1819 im Schloss Wildhaus heiratete, sein Trauzeuge war Erzherzog Johann. 1846 nächtigte Franz Liszt im Schloss, als Lannoy für ihn eine Konzertreise durch die Steiermark organisierte. Lannoys Witwe verkaufte das Schloss an ihren Bruder, Bartholomäus von Carneri, der es 1883 an Jakob Badl weiterverkaufte.
1902 baute dessen Enkel Ottokar Maria Badl das Gebäude im Stil des romantischen Historismus um, wodurch die Veranda und der wuchtige Turm mit vier Ecktürmchen und aufgesetztem steilen Zeltdach hinzukamen. Das Schloss ist ein über 80 Meter breiter, meist zwei- bzw. dreistöckiger Mehrfachbau mit Krüppelwalmdach. Die südöstliche Ecke Richtung Drau bildet ein zweigeschossiger Anbau mit kleinem runden Ecktürmchen am Übergang.
1927 musste das Schloss im Zuge der Weltwirtschaftskrise von Badl an den Holzhändler Peter Magerl verkauft werden. Dessen Nachkommen wurden 1941 von den Nazis verhaftet, als diese Teile des Königreichs Jugoslawien besetzten. Die Gestapo errichtete ein Frauengefängnis. Nach dem Krieg wurden die Schlossherren von neuen Staat Jugoslawien offiziell enteignet. Dieser nutzte das Gebäude als Lazarett, Freizeitheim für Piloten der Luftwaffe und von 1953 bis 1989 als Altersheim. Die Innenausstattung, darunter eine Sammlung an Ritterrüstungen, ist in der Zeit nach Magerl verschwunden. 
Ein Restitutionsverfahren der Nachkommen gegenüber dem heutigen Staat Slowenien endete 2008 mit einer Abschlagszahlung von 700.000 Euro. Seitdem kümmerte sich der Staat um notdürftige Sanierungen und den öffentlich zugänglichen Park.
2018 wurde ein Buch mit der umfassenden Geschichte des Gebäudes veröffentlicht, das zweisprachig erschienen ist.